# Leopoldo de Luis
Leopoldo Urrutia de Luis, més conegut com a Leopoldo de Luis (Còrdova, 11 de maig de 1918 - Madrid, 20 de novembre de 2005) va ser un poeta i crític espanyol.

## Biografia
Fill d'Alejandro Urrutia (un advocat i intel·lectual del grup modernista cordovès, poeta, republicà i amic entre altres de Julio Romero de Torres) i de Vicenta Luis Cea, amb el cognom del qual va signar la seva poesia després de la Guerra Civil per ser Urrutia un cognom no grat per als revoltats vencedors, va néixer a Còrdova l'11 de maig de 1918 però, a l'any de néixer, la seva família es va traslladar a Valladolid, on el futur poeta va viure fins als disset anys, quan va marxar a Madrid per acabar el batxillerat al Liceu Francès, vivint en la secció de menors de la Residència d'Estudiants. La ruïna familiar el va obligar a treballar, mentre començava uns mai conclosos estudis de lletres, en un lloc burocràtic de l'empresa privada.
Va ser pare del també poeta, professor i assagista Jorge Urrutia i oncle de la traductora María Teresa Gallego Urrutia.

## Trajectòria
En esclatar la Guerra Civil, es va allistar a l'exèrcit republicà i va aprofundir la seva amistat amb Miguel Hernández, a qui havia conegut ja en 1935, així com mba Germán Bleiberg, Rafael Múgica (després Gabriel Celaya) i altres. També va tractar León Felipe. En 1937 va col·laborar en Nuestra Bandera d'Alacant i en La Hoja del Lunes de Madrid, i va publicar un petit llibre que antologava poemes seus de guerra al costat d'alguns de Miguel Hernández i d'un altre poeta combatent, Gabriel Baldrich. En 1938 va aparèixer el llibre Romance sempre amb el seu nom real, Leopoldo Urrutia. No obstant això, ha de considerar-se el seu primer llibre l'obra titulada Alba del hijo, editada en 1946 amb el cognom matern (Luis), que va adoptar per evitar represàlies dels vencedors. Acabada la guerra com a capità de l'estat major del general Escobar al front d'Extremadura, va passar per la captivitat en la postguerra (plaça de toros de Ciudad Real i penal d'Ocaña), així com pels batallons de treballadors del Franquisme en el Camp de Gibraltar; així va estar entre 1939 i 1942, en què va ser alliberat.
Recuperat el seu treball en una companyia d'assegurances, de la qual per fi de la seva vida laboral va arribar a ser director, va començar a publicar poemes en revistes com Garcilaso i Espadaña, però també en Cántico de Còrdova. La majoria de les revistes poètiques de l'època i altres més àmplies com a Papeles de son Armadans o Revista de Occidente van acollir les seves col·laboracions assídues. En aquells dies va consolidar la seva llarga amistat de quaranta anys amb Vicente Aleixandre. Com a crític va ser assidu especialment de les revistes Ínsula i Poesía Española de Madrid, a més de les ja citades. Va escriure més de trenta llibres de poesia, entre els quals destaquen especialment Teatre real (1957) i el seu molt guardonat Igual que guantes grises (1979), que va obtenir el Premi Nacional de Literatura; el diari El País va entendre que premiar a de Luis en poesia i a Fernández Santos, en novel·la, significava ja que el canvi polític havia arribat a la cultura aquest any. La seva poesia, sempre influïda per l'existencialisme, va anar fent-se cada vegada més filosòfica fins al seu últim llibre, Cuaderno de San Bernardo, que pren el seu nom del carrer madrileny on estava situat el sanatori en el qual va morir la seva dona.
També és autor de biografies, com les dedicades a Antonio Machado i el seu gran amic Vicente Aleixandre, i diferents estudis crítics sobre Miguel Hernández o autors de la Generació del 98, la Generació del 27, la Generació del 36 i els seus coetanis. Va ser molt important la seva antologia de la poesia social espanyola contemporània.
És considerat com un dels principals representants de la poesia de la postguerra espanyola. Al febrer de 1988 va rebre un homenatge dels seus amics, pels seus 40 anys de labor literària. L'any 2004 va ser nomenat Fill Predilecte d'Andalusia i se li va concedir la Medalla d'Or de Còrdova, la seva ciutat natal, després d'obtenir el Premi Nacional de les Lletres Espanyoles i altres reconeixements a la totalitat de la seva obra, com la medalla d'or del Cercle de Belles Arts, de Madrid. Va morir el 20 de novembre de 2005.
Va començar escrivint una poesia de la condició humana, de fort contingut existencialista (va llegir profundament Jean Paul Sartre i Albert Camus) i social; al llarg de la seva obra es va anar afirmant una aguda consciència del temps i la mort i una posició essencialment humanista.

## Obra

### Poesia
- Alba del hijo, M., Mensajes, 1946.
- Huésped de un tiempo sombrío, San Sebastián, Norte, 1948.
- Los imposibles pájaros, M., Col. Adonais, 1949.
- Los horizontes, Las Palmas de Gran Canaria, Planas de poesía, 1951.
- Elegía en otoño, M., Nebli, 1952.
- El árbol y otros poemas, Santander, Tito hombre, 1954.
- El padre, Melilla, Mirto y laurel, 1954.
- El extraño, Madrid: Ágora, 1955.
- Teatro real, M., Col. Adonais, 1957.
- Juego limpio, M., Taurus, 1961.
- La luz a nuestro lado, B., Col. El Bardo, 1964.
- Aquella primavera, Málaga, Librería Anticuaria El Guadalhorce, 1967.
- Poesía (1946-1968), B., Plaza y Janés, 1968.
- Con los cinco sentidos, Zaragoza, Javalambre, 1970.
- De aquí no se va nadie, Valencia, Ayuntamiento de Gandía, 1971 (Premio Ausias March).
- Poesía (1946-1974), B., Plaza y Janés, 1975.
- Igual que guantes grises, Sevilla, Ángaro, 1979 (Premio Nacional de Literatura).
- Entre cañones me miro, M., Ayuntamiento, 1981 (Premio Francisco de Quevedo).
- Una muchacha mueve la cortina, Rota, Fundac. Ruiz-Mateos, 1983.
- Del temor y de la miseria, M., Orígenes, 1985.
- Viaje a la casa cerrada, Málaga, Librería Anticuaria El Guadalhorce, 1987 (edición no venal).
- La sencillez de las fábulas, Guadalajara, Diputación, 1989.
- Los caminos cortados Barcelona: Plaza y Janés, 1989.
- Reformatorio de adultos, M., Torremozas, 1990.
- Aquí se está llamando Huelva: Diputación Provincial, 1992.
- Despedida de San Roque, San Roque: Auyuntamiento, 1994.
- El viejo llamador Málaga: Rafael Inglada, 1996.
- O poesía de Posguerra (1997)
- En las ruinas del cielo de los dioses. Antología 1946-1998, Madrid: Hiperión, 1998.
- Generación del 98, Madrid, 2000. I Premio de Poesía Pablo Menassa de Lucía. Editorial Grupo Cero (1999).
- Elegía con rosas en Bavaria y otros poemas, Almería, 2000.
- El portarretratos Córdoba: Cajasur, 2000.
- Cuaderno de San Bernardo Madrid: Ediciones Vitruvio, 2003, premio Paul Beckett de poesía.
- Obra poética (1946-2003), Madrid: Visor, 2003.
- Respirar por la herida (póstumo), Valladolid, Fundación Jorge Guillén, 2012.

### Crítica
- Antonio Machado, ejemplo y lección. Madrid: Fundación Banco Exterior, 1988. ISBN 84-86884-52-7
- Aproximaciones a la obra de Miguel Hernández. Madrid: Libertarias-Prodhufi, 1994. ISBN 84-7954-407-4
- Aproximaciones a la vida y la obra de León Felipe. Madrid: Instituto de España, 1984. ISBN 84-85559-36-3
- Carmen Conde. Madrid: Ministerio de Cultura, Dirección General de Promoción del Libro y la Cinematografía, 1982.
- Gonzalo Morenas de Tejada. Un modernista olvidado: 1890-1928. Madrid: Asociación de Escritores y Artistas Españoles, 1986. ISBN 84-398-7114-7
- La poesía aprendida: poetas españoles contemporáneos. Valencia : Bello, 1975. ISBN 84-212-0075-5
- Los pájaros en Aleixandre. Huelva: Diputación Provincial de Huelva, 1993. ISBN 84-86842-91-3
- Poesía española religiosa contemporánea. Madrid: Alfaguara / Santillana, 1969
- Poesía social española contemporánea, antología (1939-1968). Madrid: Biblioteca Nueva, 2000. ISBN 84-7030-803-3
- Una muchacha mueve la cortina. Rota: Fundación Alcalde Zoilo Ruiz-Mateos, 1983. ISBN 84-300-9557-8
- Vida y obra de Vicente Aleixandre. Pozuelo de Alarcón: Espasa-Calpe, 1978. ISBN 84-239-2031-3

## Premis
- Premi Nacional de les Lletres Espanyoles (2003)
- Premi Nacional de Poesia, per Igual que guantes grises (1979)
- Premi Francisco de Quevedo de l'Ajuntament de Madrid (1979) per Entre cañones me miro
- Premi Ausias March (1968) por De aquí no se va nadie
- Premi Pablo Menassa de Lucía (1999) por Generación del 98
- Premi Pedro Salinas de l'Ateneo Español de México (1952)
- Premi Internacional de Poesia Miguel Hernández
- Medalla d'Or del Círculo de Bellas Artes
- Medalla d'Or de la ciutat de Córdoba
- Premi "León Felipe" als valors humans